# Abhayagiri-Tempel (Sri Lanka)

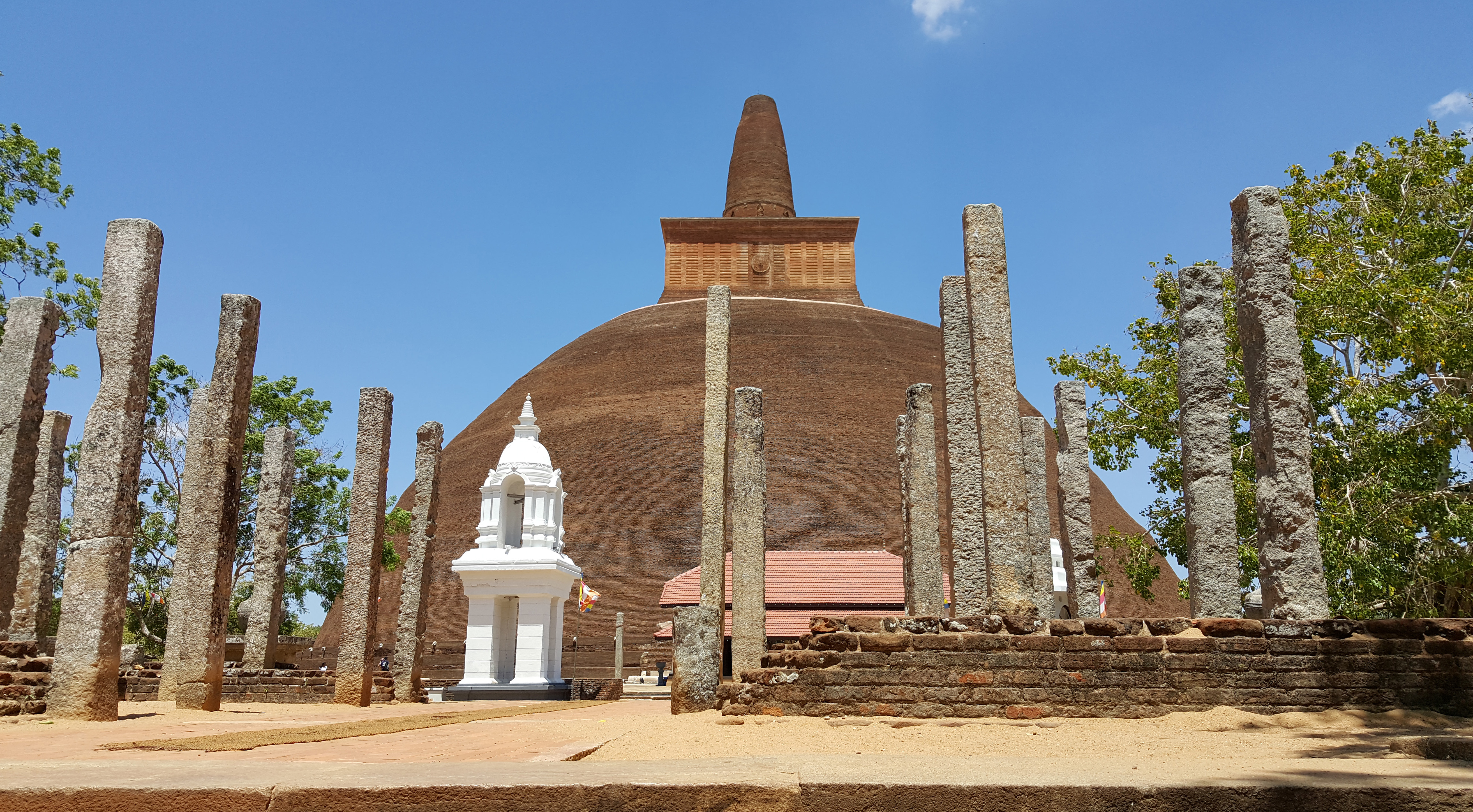
Stupa von Abhayagiri

Übersichtskarte

Der Abhayagiri-Tempel ist eine Einrichtung in Anuradhapura in Sri Lanka und wurde von König Vattagamani Abhaya, nach der Überlieferung als Dank für die Unterstützung in einer schweren innenpolitischen Krise durch den Mönch Mahatissa, im frühen 1. Jahrhundert v. Chr. gegründet. Mahatissa war ein Vertreter des Mahayana-Buddhismus, bei diesem Kult hatte die religiöse Verehrung von Statuen und ein ausufernder Reliquienkult beträchtlich an Bedeutung gewonnen. Daher war Mahatissa von dem Mönchsorden des Maha Vihatissa – zu dem er ursprünglich gehörte – verstoßen worden. Der Tempel genoss königlichen Schutz und wurde somit zum Anziehungspunkt für Anhänger des Mahatissa. Ein indischer Mönch mit Namen Dhammarucci wurde zum Abt des neuen Klosters bestimmt, das schon in den ersten Jahren rasch über 500 Mönche zählte und in seiner Blütezeit, im 3. Jahrhundert nach Christi Geburt mit bis zu 5000 Mönchen bevölkert war, die sich bevorzugt mit wissenschaftlichen Studien, Kunst und Philosophie beschäftigten. Das Kloster bestand bis in die letzten Tage des Ortes Anuradhapura. Schon unter König Gajabahu (114–136) errichtete man die Stupa des Tempels, die die enorme Höhe von 84 Metern erreicht. Im 5. Jahrhundert besuchte der chinesische Mönch Faxian die Anlage und beschrieb eine stehende Buddha-Statue aus Jade mit sechs Metern Höhe.